# 제임스 스트랭

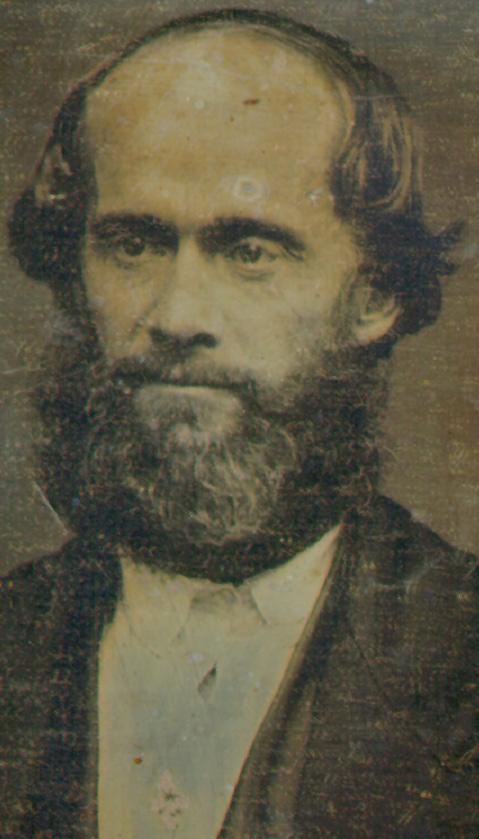

제임스 제시 스트랭(James Jesse Strang, 1813년 ~ 1856년)은 미국의 종교인이며, 예수 그리스도 후기성도 교회를 창설한 조셉 스미스의 후계자를 자처한 인물이다.
1844년 조셉 스미스가 피격으로 사망한 후 스스로 후계자를 자처하다가 독립하여 자신을 따르는 수천명의 신도를 이끝고 미시간 호수의 비버 섬으로 갔다. 그들은 이곳에 독립적인 왕국을 건설하고 스트랭 자신이 국왕 제임스 1세가 되었다.
1856년 스트랭은 정체불명의 괴한의 저격을 받아 중상을 입고 20여일 후에 숨을 거두었다.